# Kerstin Avemo

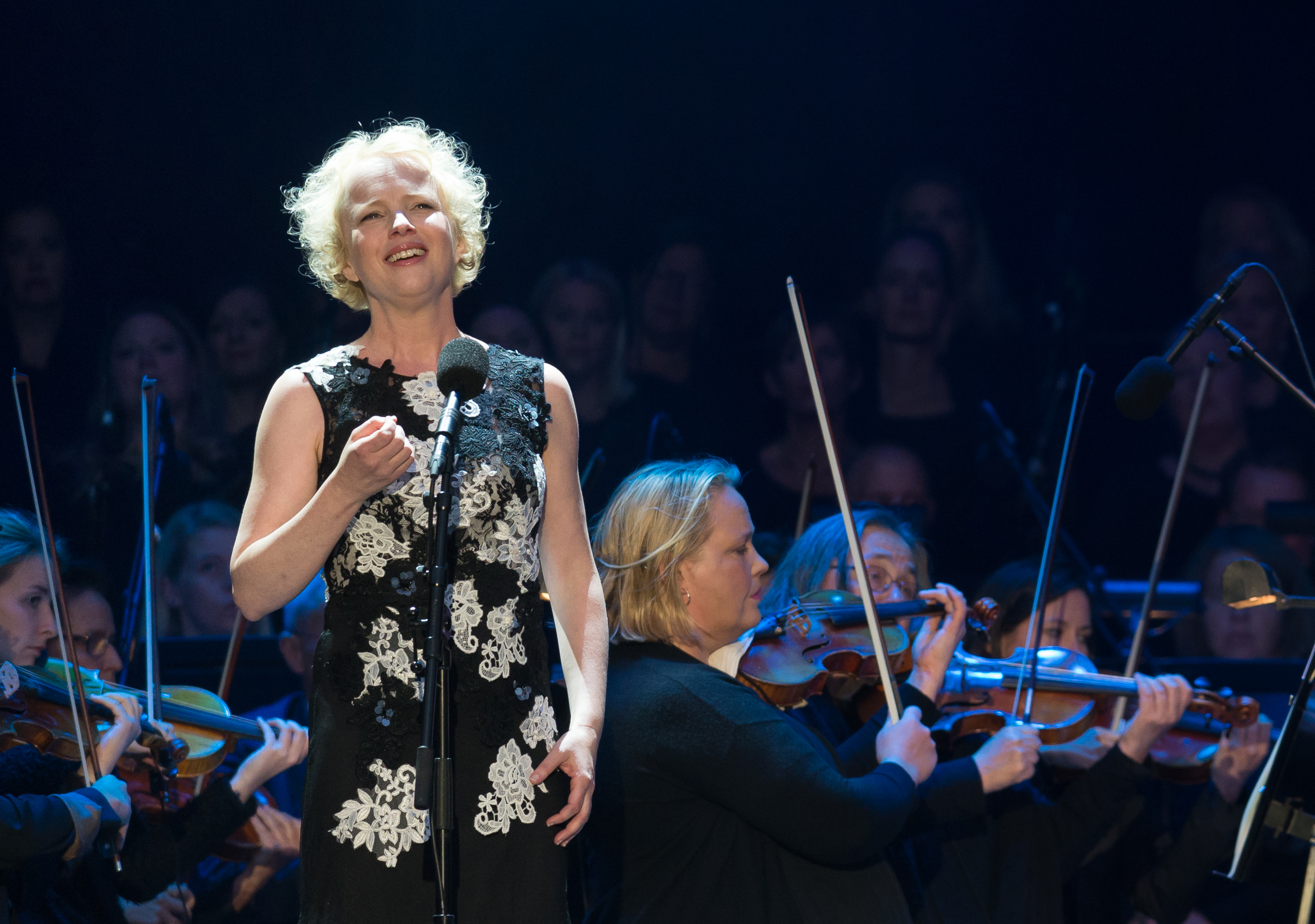
Kerstin Avemo på Gustav Adolfs torg under Stockholms kulturfestival 2019. Med Kungliga Hovkapellet från Stockholmsoperan.

Kerstin Linnea Maria Avemo, född 27 oktober 1973 i Stockholm, är en svensk operasångare (sopran). Hon har etablerat sig som koloratursopran med engagemang utomlands.

## Karriär
Avemo, som gått Operahögskolan i Stockholm, debuterade med klassiska tragedienner på Folkoperans scen: Violetta i La traviata, Lucia i Lucia di Lammermoor och Gilda i Rigoletto. Hennes tolkning av titelrollen i Alban Bergs Lulu på Göteborgsoperan belönades med Svenska Dagbladets operapris 2002 och Tidskriften Operas pris 2001/02.
Vid Kungliga Operan i Stockholm har Kerstin Avemo haft ett stort antal roller i uppsättningar som Viva la Mamma (1999), Vita Frun (1999), Kärlek på flykt (1999), Rigoletto (2001) och (2018), Così fan tutte (2007), Läderlappen (2010), Trollflöjten (2012), Pelléas och Mélisande (2016) och Tristessa (2018).
Sedan 2003 har Avemo varit verksam vid operahusen i Bryssel, Düsseldorf, Frankfurt, Zürich, Paris (Châtelet), Lille, Köpenhamn (Det Kongelige Teater), Moskva, Madrid, Genève och Strasbourg samt uppträtt på Wiener Festwochen, Bregenzer Festspiele och festivalen i Aix-en-Provence.
Hon har hörts i roller som Olympia i Hoffmanns äventyr, Oscar i Maskeradbalen, Ofelia i Hamlet, Blondchen i Enleveringen ur Seraljen och Servilia i Titus mildhet. Hon har även porträtterat Kristin i Philippe Boesmans tonsättning av Strindbergs Julie och Wendla Bergmann i Benoît Merniers gestaltning av Wedekinds Frühlings Erwachen, båda med urpremiär på La Monnaie i Bryssel. Åren 2010 till 2012 sjöng Avemo bland annat huvudrollen i Hosokawas Hanjo i regi av Calixto Bieito på Ruhrtriennalen, Zerlina i Don Giovanni på Bolsjojteatern i Moskva, Sophie i Rosenkavaljeren i Otto Schenks uppsättning i Genève, Gilda i Rigoletto och Violetta i La Traviata i Weimar, Lucia di Lammermoor på Göteborgsoperan och Adèle i Läderlappen på Kungliga Operan i Stockholm. Våren 2013 sjöng hon Despina i Mozarts Così fan tutte i en uppsättning av Michael Haneke på Teatro Real i Madrid. Sommaren 2013 framträdde hon i föreställningen Schwanengesang D744 med musik av Schubert i regi av Romeo Castellucci vid Festival d’Avignon.
Från hösten 2018 är Avemo knuten till GöteborgsOperan under tre säsonger. Här har hon tidigare gjort titelrollen i Alban Bergs Lulu (2002), därefter titelrollen i Lucia di Lammermoor (2011), I Capuleti e i Montecchi (2012), Orfeus och Eurydike (2014) och som Violetta Valéry i La traviata (2017). Hennes första projekt var ett samarbete med regissören David Radok som Juliette i Bohuslav Martinůs Nyckeln till drömmarna och Francis Poulencs Vox humana, som hade premiär i april 2019.
Operan Viva la mamma – på italienska Le convenienze ed inconvenienze teatrali, (Passande och opassande på teatern) – med libretto och musik av Gaetano Donizetti spelades på GöteborgsOperan med åtta föreställningar under maj och juni 2022. Texten var nyskriven på svenska av Claes Eriksson, som även svarade för regin. Kerstin Avemo hade här prima donna-rollen som Gunilla Coriander. Den 8 oktober 2023 hade Mytomania preminär på GöteborgsOperan. Det är en opera i två akter med libretto av Kerstin Perski, musik av Paula af Malmborg Ward och med Kerstin Avemo i rollen som psykoterapeuten Nelly.
Hösten 2013 medverkade Avemo vid inspelningen av filmen The Giacomo Variations i regi av Michael Sturminger. Filmen hade premiär 2014.
Avemo framträder regelbundet i konsertsammanhang med till exempel Bachs passioner, Brahms Ein deutsches Requiem, Carmina Burana, Mozarts C-mollmässa och konsertarior samt musik av Britten, Poulenc, Grieg och Weill. Hon har hörts på en rad europeiska festivaler och scener som Palais des Beaux Arts, Théâtre des Champs-Elysées och Berliner Philharmonie.

### Film och TV-serier
- 2018 – Den döende detektiven  (TV-serie)

## Priser och utmärkelser
- 2001 – Folkoperans Vänners soloiststipendium.[9]
- 2001/02 – Tidskriften Operas operapris.[2]
- 2002 – Svenska Dagbladets operapris[10]
- 2016 – Medaljen Litteris et Artibus[11]
- 2022 – Kulturstipendium från Sten A. Olssons stiftelse för forskning och kultur.[12]
- 2023 – GöteborgsOperans Vänners stipendium.[13]

## Diskografi
- CD – Gluck, Orpheus und Eurydike. Wiener Urfassung, 1762. Drottningholmsteaterns orkester. Dir. Arnold Östman. Naxos 8.660064 S. Svensk mediedatabas.
- CD – Händel, Messiah. Freiburger Barockorchester, Choir of Clare College. Dir. René Jacobs. Harmonia Mundi HMC 901928.29. Svensk mediedatabas.
- CD och DVD – Mernier, Frühlings Erwachen. Freiburger Barockorchester. Dir. Jonas Alber. Cypres CYP4628. (2 CD + 1 DVD). Svensk mediedatabas.
- DVD – W.A. Mozart, Blonde i Die Entführung aus dem Serail. KV 384.  Med Diana Damru. Oper Frankfurt. Frankfurter Museumsorchester. Dir. Julia Jones. (www.amazon.de) Läst 24 januari 2013.
- CD och DVD – Boesmans, Julie. Med Malena Ernman. Chamber Orchestra, La Monnaie. Dir. Kazushi Ono. Aix-en-Provence . 2008. Bel Air. (www.amazon.de) Läst 22 januari 2013.